# Barnyard - Ritorno al cortile
Barnyard - Ritorno al cortile (Back at the Barnyard) è una serie televisiva a cartoni animati prodotta da Nickelodeon e basata sui personaggi del film Barnyard - Il cortile. In Italia è stata trasmessa sull'omonimo canale italiano, e successivamente su Super!.
La serie si incentra sulle stravaganti avventure di Otis e dei suoi amici della fattoria, dove hanno ancora problemi di divertimento, dopo la morte di Ben e dell'attacco finale contro i coyote nel film precedente.

## Personaggi
- Otis (doppiato da Massimo Bitossi)
- Pip (doppiato da Luigi Ferraro)
- Pig (doppiato da Roberto Stocchi)
- Abby (nuovo personaggio femminile, doppiata da Maria Letizia Scifoni)
- Freddy (doppiato da Oreste Baldini)
- Peck (doppiato da Mino Caprio)
- Duke (doppiato da Franco Mannella)
- Bessy (doppiata da Debora Villa)
- Sig. Beady (doppiato da Sandro Sardone)
- Sig.ra Beady (doppiata da Vittoria Febbi)
- Etta
- Il moccioso

## Episodi
La serie presenta due stagioni composte rispettivamente da 52 episodi.

## Sigla
La sigla in italiano è cantata da Mirko Albanese.

## Distribuzione in DVD
In Italia è stato distribuito dal 2 febbraio 2010 nell'edizione singola con vari episodi.
| Titolo originale             | Titolo italiano            | Totale episodi | Durata  | Data italiana DVD |
| ---------------------------- | -------------------------- | -------------- | ------- | ----------------- |
| When No One's Looking        | Fuga dal cortile           | 8              | 94 min. | 2 febbraio 2010   |
| Cowman - The Uddered Avenger | Il ritorno dell'uomo mucca | 5              | 92 min. | 5 ottobre 2010    |
| Lights, Camera, Moo!         | Luci, motore, muu!         | 4              | 49 min. | 8 giugno 2011     |
| Club Otis                    | Il circolo di Otis         | 6              | 50 min. | 7 settembre 2011  |